# Tequila Sunrise (film)
Tequila Sunrise (v ČR uvedeno také pod názvy Tequila koktejl a Tequilový úsvit) je americký romantický kriminální film z roku 1988, který napsal a režíroval Robert Towne a v němž hlavní role ztvárnili Mel Gibson, Michelle Pfeiffer a Kurt Russell, ve vedlejších rolích pak Raul Julia, J. T. Walsh, Arliss Howard a Gabriel Damon. Původní hudbu k filmu složil Dave Grusin.
Film byl druhým (po snímku Personal Best), jehož scénář i režii napsal oscarový scenárista Towne. Film byl komerčně úspěšný, celosvětově vydělal v pokladnách kin přes 100 milionů dolarů, ale jeho přijetí kritikou bylo smíšené. Jeden z dobových recenzentů byl toho názoru, že „možná proto, že prvky byly tak neodolatelné –⁠⁠⁠⁠⁠⁠ Robert Towne režíroval Gibsona, Russella a Pfeifferovou v kalifornské kriminálce –⁠⁠⁠⁠⁠⁠ se nad filmem Tequila Sunrise usadila aura zklamání, bez ohledu na to, jak poutavý a výdělečný se ukázal být“.
Film byl nominován na Oscara za nejlepší kameru. Na soundtracku k filmu vznikl singl „Surrender to Me“ v podání Ann Wilson (zpěvačky skupiny Heart) a Robina Zandera (zpěváka skupiny Cheap Trick), který se počátkem roku 1989 umístil na 6. místě v žebříčku Billboard Hot 100. V roce 1989 byl singl „Surrender to Me“ vydán v USA.

## Děj
Bývalý drogový dealer Dale „Mac“ McKussic se snaží vést poctivý život. Jeho blízký přítel Nick Frescia, poručík šerifova oddělení v Los Angeles, však dostal za úkol Maca sledovat kvůli podezření, že se opět zapletl do obchodu s drogami. Mac má legální podnik, vychovává syna a chce se od minulosti odpoutat, ale je pod tlakem drogového bosse Carlose, ke kterému cítí závazek.
Mac se sbližuje s majitelkou restaurace Jo Ann, do níž se zamiluje. Nick se s ní rovněž sblíží –⁠⁠⁠⁠⁠⁠ původně kvůli informacím o Macovi, ale vztah přeroste v romanci. Když Jo Ann zjistí, že ji Nick využil, ukončí s ním vztah. Mezitím Mac souhlasí, že pomůže prodat zásilku kokainu, čímž se opět ocitá v nebezpečné situaci. Agent DEA Maguire a mexický policista Escalante připravují past na Maca a neznámého Carlose, jehož nikdo nikdy neviděl –⁠⁠⁠⁠⁠⁠ kromě Maca.
Nick brzy zjistí, že Carlos je ve skutečnosti Escalante. Když Jo Ann navzdory varování přijde do Macova domu, je unesena právě jím. Carlos ji odveze na svou jachtu a přikáže Macovi, aby ji zabil, protože ví příliš mnoho. Mac odmítne a s pistolí ho přinutí propustit ji. Jo Ann odplouvá na člunu do bezpečí, Mac ale slíbí, že dorazí na plánované místo předání.
Na jachtě dojde k potyčce mezi Macem a Carlosem, při níž Mac Carlose zastřelí. Na scénu dorazí Maguire a střílí i po neozbrojeném Macovi. Vzápětí přichází Nick a je nucen Maguirea zastřelit, když odmítne přestat. Výbuch lodi zničí i peníze, které byly na palubě.
Později Nick pozve Jo Ann na pláž, kde ji místo něj čeká živý Mac. Oba se šťastně obejmou, zatímco je Nick sleduje z dálky.

## Obsazení
| Mel Gibson           | Dale „Mac“ McKussic                                       |
| Michelle Pfeifferová | Jo Ann Vallenariová                                       |
| Kurt Russell         | detektiv poručík Nick Frescia                             |
| Raul Julia           | velitel Xavier Escalante / Carlos                         |
| J. T. Walsh          | agent DEA Hal Maguire                                     |
| Gabriel Damon        | Cody McKussic                                             |
| Ely Pouget           | Barbara                                                   |
| Arliss Howard        | Gregg Lindroff                                            |
| Arye Gross           | Andy Leonard                                              |
| Daniel Zacapa        | Arturo, barman u Vallenariho (uveden jako Garret Pearson) |
| Budd Boetticher      | soudce Nizetitch                                          |
| Ann Magnuson         | Shaleen McKussic                                          |